# أتول أغنهوتري
أتول أغنهوتري هو كاتب سيناريو ومخرج وممثل هندي، ولد في 24 يونيو 1970 بمومباي في الهند.

## أعمال

### أفلام
- (2011) بودي جارد

## وصلات خارجية
- أتول أغنهوتري على موقع IMDb (الإنجليزية)
- أتول أغنهوتري على موقع أول موفي (الإنجليزية)
- أتول أغنهوتري على موقع قاعدة بيانات الفيلم (الإنجليزية)
- أتول أغنهوتري على موقع كينوبويسك (الروسية)